# Präsidentschaftswahl in den Vereinigten Staaten 2008

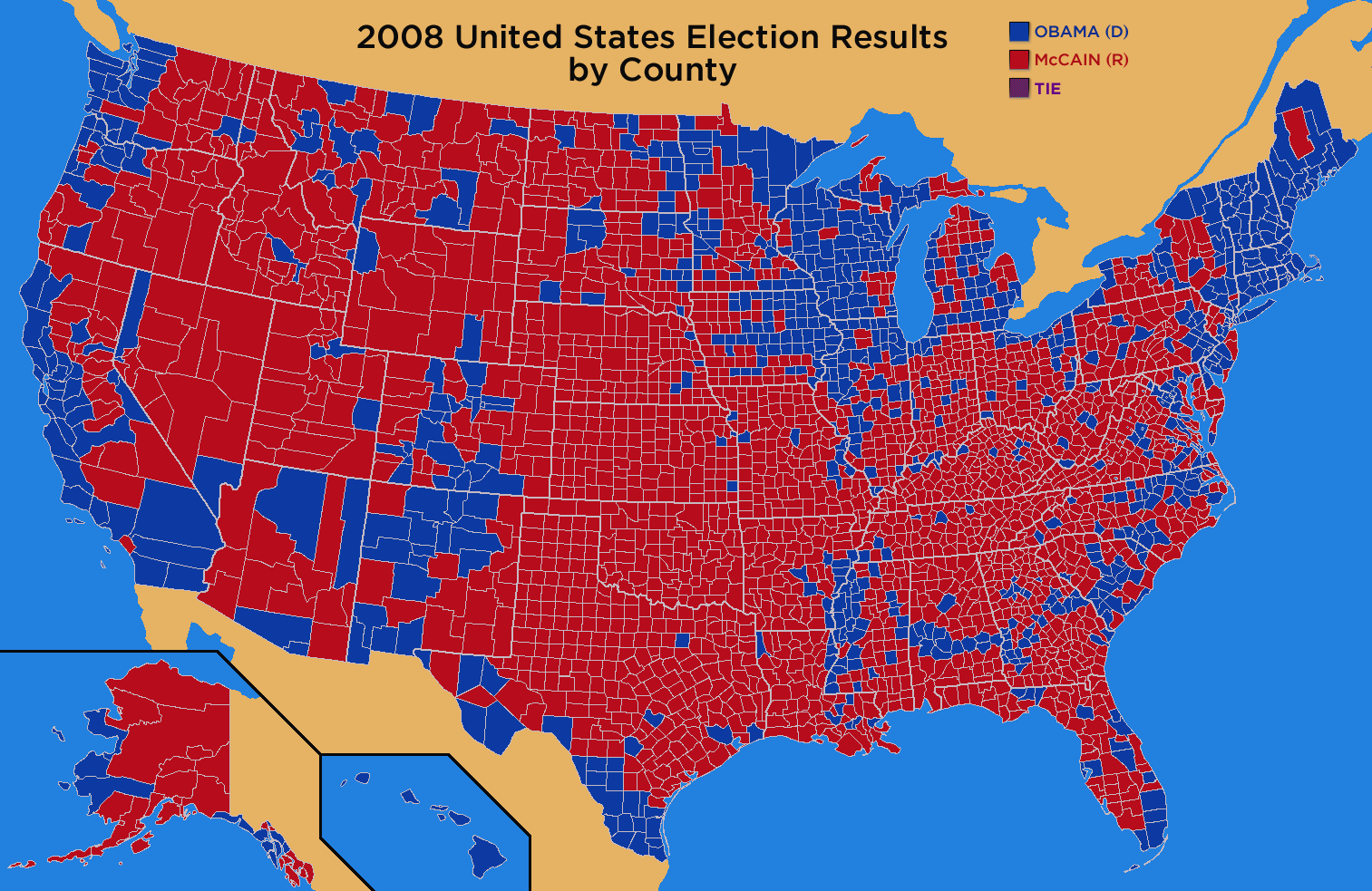
Ergebnisse der Präsidentschaftswahl nach einzelnen Countys:
Mehrheit für Obama
Mehrheit für McCain

Die 56. Wahl des Präsidenten der Vereinigten Staaten von Amerika fand am 4. November 2008 statt. Daraus ging Barack Obama, Senator aus Illinois und Kandidat der Demokratischen Partei, als Sieger und damit als der 44. Präsident der Vereinigten Staaten hervor. Zum Vizepräsidenten wurde Joe Biden, Senator aus Delaware, gewählt. Die republikanischen Gegenkandidaten, Senator John McCain aus Arizona und Gouverneurin Sarah Palin aus Alaska, unterlagen deutlich. Weitere Kandidaten spielten keine erhebliche Rolle.
Formal wurden am 4. November nur die Wahlmänner des Electoral College bestimmt, die am 15. Dezember ihre Stimmen für die Ämter des Präsidenten und des Vizepräsidenten abgaben. Am 8. Januar 2009 trat der Kongress zusammen und stellte das Wahlergebnis fest. Dem Wahlergebnis der allgemeinen Wahlen folgend, erhielt Barack Obama 365 und John McCain 173 Wahlmännerstimmen. Die Wahl des Vizepräsidenten ergab das gleiche Resultat: 365 für Joe Biden, 173 für Sarah Palin.
Barack Obama wurde am 20. Januar 2009 als 44. Präsident der Vereinigten Staaten vereidigt. Bis zu diesem Tag wurde er als „President-Elect“ (gewählter Präsident) bezeichnet. Die Vereidigung des Vizepräsidenten fand am selben Tag statt.

## Ausgangslage
Amtsinhaber George W. Bush durfte nach zwei Amtsperioden laut Verfassung nicht mehr kandidieren. Vizepräsident Dick Cheney hatte im Vorfeld der Wahlen deutlich gemacht, sich nicht um das Amt des Präsidenten zu bewerben. Damit war die Wahl im November 2008 die erste Präsidentschaftswahl seit 1928, bei der sich weder der amtierende Präsident noch der amtierende Vizepräsident um die Nominierung zum Kandidaten ihrer Partei bewarben, und die erste Wahl seit 1952, bei der keiner von beiden als Kandidat seiner Partei aufgestellt wurde.
Die parteiinternen Vorwahlen der Demokraten und Republikaner begannen am 3. Januar 2008 im Bundesstaat Iowa. Der Termin des Super Tuesdays war bei beiden Parteien der 5. Februar 2008.
Die Parteitage zur Nominierung des jeweiligen Präsidentschaftskandidaten (Party-Conventions) fanden vom 25. bis 28. August 2008 in Denver, Colorado (Demokraten), und vom 1. bis 4. September 2008 in St. Paul, Minnesota (Republikaner), statt. Bei diesen nationalen Parteitagen, die traditionell stets im Sommer stattfinden, stimmen die Delegierten der Bundesstaaten über den Präsidentschafts- und Vizepräsidentschaftskandidaten der Partei ab. Der Kandidat zum Vizepräsidenten wird dem Parteitag allerdings vom feststehenden Präsidentschaftskandidaten vorgeschlagen.

## Kandidaten
Da es sich bei der Wahl um 51 Einzelwahlen handelt, die parallel stattfinden, gibt es auch kein gleichförmiges Wahlrecht. Jeder Staat bestimmt, welche Voraussetzungen erfüllt sein müssen, um kandidieren zu können.
Gemäß der Verfassung müssen Kandidaten zum Präsidentenamt seit Geburt US-Amerikaner sein, mindestens 35 Jahre alt sein und seit mindestens 14 Jahren im Land leben. Diese Einschränkung betrifft jedoch in erster Linie das Electoral College. In verschiedenen Staaten können dennoch Kandidaten antreten, die laut Verfassung nicht Präsident werden dürfen. So kandidierte Róger Calero von der Socialist Workers Party 2004 und 2008. Er stand in fünf US-Bundesstaaten auf dem Wahlzettel, obwohl er kein Bürger der Vereinigten Staaten ist.
Einige Parteien nominierten einen eigenen Kandidaten. Dies geschah auf Nominierungsparteitagen, bei denen aus den parteiinternen Bewerbern ein Kandidat gewählt wurde. Zur Auswahl der Parteitagsdelegierten hielten die großen Parteien allgemeine Vorwahlen ab, in denen die Bürger ihre Unterstützung für einen Bewerber zum Ausdruck bringen konnten.
Parteien und Kandidaten waren hierbei nicht fest aneinander gekoppelt. So wurde Barack Obama auch von lokalen Parteien in South Carolina und New York nominiert, während sein Kontrahent John McCain die Unterstützung von zwei regionalen Parteien in New York hatte. Ralph Nader, der eigentlich als unabhängiger Kandidat antrat, wurde auch von sieben regionalen Parteien nominiert. In vielen Bundesstaaten gab es sogenannte „Write-in“-Kandidaten. Diese sind nicht auf dem Wahlzettel vertreten, aber es gibt ein leeres Feld, in das man den Namen eines solchen Kandidaten hineinschreiben kann.
Die Zahl der Kandidaten war dementsprechend groß. Die meisten dieser Kandidaten standen in höchstens einem Staat auf dem Wahlzettel und waren somit chancenlos. 13 Kandidaten waren in mehreren Bundesstaaten vertreten, aber es gab insgesamt nur sechs Kandidaten, die in genügend Staaten antraten, um die Mehrheit der Wahlmänner erlangen zu können. Diese waren:
|  | Partei                 | Bild             | Präsidentschafts- kandidat | Amt bzw. Tätigkeit                                                                                     | Vizepräsidentschafts- kandidat | Wahlkampf-Website (englisch)                                          |
|  | ---------------------- | ---------------- | -------------------------- | --- | ------------------------------ | --------------------------------------------------------------------- |
|  | Demokratische Partei   | Barack Obama     | Barack Obama               | Senator aus Illinois                                                                                   | Joe Biden                      | barackobama.com                                                       |
|  | Republikanische Partei | John McCain      | John McCain                | Senator aus Arizona                                                                                    | Sarah Palin                    | johnmccain.com (Positionen zu Wahlkampfthemen)                        |
|  | Libertarian Party      | Bob Barr         | Bob Barr                   | ehemaliger republikanischer Abgeordneter aus Georgia, Rechtsanwalt                                     | Wayne Allyn Root               | bobbarr2008.com (Memento vom 27. November 2008 im Internet Archive)   |
|  | unabhängig             | Ralph Nader      | Ralph Nader                | Verbraucheranwalt, mehrfacher Präsidentschaftskandidat (1996 und 2000 für die Grünen, 2004 unabhängig) | Matt Gonzalez                  | votenader.org                                                         |
|  | Green Party            | Cynthia McKinney | Cynthia McKinney           | ehemalige demokratische Abgeordnete aus Georgia                                                        | Rosa Clemente                  | runcynthiarun.org (Memento vom 2. April 2008 im Internet Archive)     |
|  | Constitution Party     | Chuck Baldwin    | Chuck Baldwin              | Pastor, Radiomoderator und Vizepräsidentschaftskandidat der Partei im Jahr 2004                        | Darrell Castle                 | chuckbaldwinlive.com (Memento vom 30. April 2008 im Internet Archive) |

Obama und McCain waren die einzigen Kandidaten, die in allen Staaten sowie dem District of Columbia antraten. Von den anderen Kandidaten trat Nader in 46 Staaten an, Barr in 45, Baldwin in 37 und McKinney in 32. Rechnet man Write-in-Kandidaturen mit ein, so waren alle Kandidaten in mindestens 47 Staaten wählbar. Lediglich in Oklahoma trat keiner dieser vier Kandidaten an.
Alle weiteren Kandidaten waren selbst mit Write-in-Kandidaturen nur in maximal 30 Staaten wählbar und konnten somit keine Mehrheit im Electoral College erreichen.

## Vorwahlen
Zwar handelt es sich bei der Präsidentschaftswahl prinzipiell um 51 einzelne Wahlen, aber ein Kandidat hat nur dann eine realistische Chance, wenn er in möglichst vielen Staaten antritt. Daher bestimmen die meisten Parteien landesweit antretende Kandidaten. Diese werden von Delegierten eines nationalen Parteitages bestimmt, dessen Delegierte bei Vorwahlen gewählt werden.

### Demokratische Partei

Ergebnis der Vorwahlen der Demokratischen Partei

Die Vorwahlen der Demokratischen Partei zogen sich ungewöhnlich lange hin, da sich nicht wie sonst üblich bald ein Kandidat von den anderen absetzte, sondern bis in den Juni Hillary Clinton und Barack Obama ungefähr gleichauf lagen. Die Rivalität zwischen den beiden Lagern und die außergewöhnliche Situation, dass beide gesellschaftliche Gruppen repräsentierten – Frauen bzw. Afroamerikaner –, die bislang noch nie einen Präsidenten stellten, lösten national und international großes Aufsehen aus.
Die noch im Dezember 2007 nach Umfragen klar in Führung liegende Clinton kassierte bei der ersten Vorwahl in Iowa eine deutliche Niederlage gegen Obama, konnte aber schon in der zweiten Vorwahl in New Hampshire aufholen. Bis Ende Januar verabschiedeten sich alle ernstzunehmenden Kandidaten außer Clinton und Obama aus dem Rennen. Am 5. Februar war der Super Tuesday, an dem 22 Wahlen gleichzeitig stattfanden. Auch nach diesen Wahlen zeichnete sich noch kein klarer Sieger ab. Obama gelang es jedoch danach, elf Siege am Stück zu erringen, was Clinton in starke Bedrängnis brachte. Ihr gelang es in den folgenden Monaten aber mehrfach, aus solchen Situationen mit einem klaren Vorwahlsieg hervorzugehen. Gleichwohl lag Obama bei den gewählten Delegierten stets vorne.
Es gab auch eine große Anzahl von Superdelegierten, die wegen eines öffentlichen Amtes oder eines Amtes in der Partei eine Stimme am Parteitag haben. Diese sind nicht an die Vorwahlentscheidungen gebunden. Da absehbar wurde, dass keiner der beiden Kandidaten in den Vorwahlen so viele Delegierte würde erringen können, dass die Unterstützung von Superdelegierten nicht mehr notwendig gewesen wäre, blieb das Rennen lange Zeit offen. Erst als Barack Obama die Mehrheit der gewählten Delegierten erreicht hatte und immer mehr Superdelegierte ihm ihre Unterstützung zusicherten, wurde klar, dass Clinton verloren hatte.
Sie zog ihre Kandidatur nach der letzten Vorwahl zurück.
Auf dem Parteitag der Demokraten wurde Barack Obama gewählt. Clinton sicherte ihm ihre Unterstützung zu. Kandidat für das Amt des Vizepräsidenten wurde Joe Biden.

### Republikanische Partei

Ergebnis der Vorwahlen der Republikanischen Partei

Bei den Republikanern galt lange Zeit Rudy Giuliani, der ehemalige Bürgermeister von New York City, als Favorit. Dieser setzte aber auf eine riskante Strategie und verzichtete bei den ersten Vorwahlen auf aktiven Wahlkampf, um sich ganz auf die Vorwahlen in Florida zu konzentrieren, bei denen er mit dem dritten Platz jedoch scheiterte. Bei den ersten Vorwahlen zeigte sich, dass es keinen Kandidaten gab, der die ganze Bandbreite der Partei abdecken konnte. Mike Huckabee repräsentierte den konservativen Flügel, Mitt Romney eher den wirtschaftsliberalen. Jedoch konnte letzterer viele republikanische Wähler nicht überzeugen, unter anderem, weil er der Glaubensgemeinschaft der Mormonen angehört, was für die evangelikal geprägten konservativen Wähler der Republikaner eine wichtige Rolle spielte.
Am 5. Februar, der auch bei den Republikanern ein Super Tuesday mit zahlreichen Vorwahlen war, konnte sich schließlich John McCain durchsetzen, der als Kriegsveteran weite Teile der republikanischen Wählerschaft ansprach, auch wenn er manchen konservativen Wählern als zu liberal galt.
Als Vizepräsidentschaftskandidatin benannte er Sarah Palin, die wiederum bei konservativen Wählern sehr populär war, auch wenn einige Enthüllungen aus ihrem Privatleben und ihrem politischen Werdegang in den Tagen nach der Bekanntgabe ihr Ansehen beeinträchtigten.
McCain und Palin wurden am 3. September beim Parteitag der Republikaner nominiert.

### Andere Parteien
In den weiteren Parteien, denen generell nur minimale Chancen eingeräumt werden, gab es nur wenige nennenswerte Ereignisse.
Die Libertarian Party wählte mit Bob Barr einen ehemaligen republikanischen Kongressabgeordneten als Kandidaten. Die Kandidatur von Ex-Senator Mike Gravel aus Alaska, der sich zuvor erfolglos um die Nominierung der Demokraten beworben hatte, scheiterte. Barr galt konservativen Wählern als potenziell attraktive Alternative.
Bei der Green Party war mit Cynthia McKinney ebenfalls eine ehemalige Abgeordnete erfolgreich. Hier hatte Ralph Nader für Überraschungen gesorgt, der zwar als unabhängiger Kandidat antrat, aber dennoch in mehreren Vorwahlen zahlreiche Stimmen erhielt.
Diese Wahl war die erste seit 1988, bei der ehemalige Kongressabgeordnete für Drittparteien antraten.

### Unabhängige Kandidaten
Weiterhin sind auch einige unabhängige Kandidaturen im Vorfeld der Wahl im November diskutiert worden.
Der Bürgermeister von New York, Michael Bloomberg, betrieb eine Wähleranalyse in allen 50 US-Staaten und galt als potentieller parteiloser Kandidat, entschied sich Ende Februar 2008 aber gegen eine Kandidatur fürs Weiße Haus.
Am 24. Februar 2008 verkündete Ralph Nader, dass er als unabhängiger Kandidat in den Präsidentschaftswahlkampf einsteige. Der Verbraucheranwalt hatte schon in den Jahren 2000 und 2004 für das Weiße Haus kandidiert und dabei 2,7 % beziehungsweise 0,4 % der Stimmen erhalten. Nader kündigte an, die Themen Umweltschutz und Sicherheit am Arbeitsplatz in den Mittelpunkt seines Wahlkampfes zu stellen.

## Hauptwahlkampf
Obwohl John McCain sich schon im März seiner Kandidatur sicher sein und damit direkt in den Hauptwahlkampf starten konnte, blieben seine Wahlkampfauftritte wenig beachtet, da sich die öffentliche Aufmerksamkeit auf das enge Rennen zwischen Barack Obama und Hillary Clinton konzentrierte. Lediglich eine Auslandsreise, die ihn unter anderem in den Irak führte, konnte kurzzeitig die Aufmerksamkeit auf ihn ziehen.
Der Juni war noch geprägt von den Nachwirkungen der Rivalität zwischen Obama und Clinton. Beide waren bemüht, die Lager wieder zusammenzuführen, um gemeinsam die Wahl zu gewinnen. Besondere Beachtung fand hierbei eine Veranstaltung in Unity („Einheit“), New Hampshire, das wegen seines Namens und der Tatsache, dass die Vorwahl dort unentschieden zwischen Obama und Clinton ausgegangen war, als besonders symbolträchtig galt. Clinton verkündete dort ihre Unterstützung für Barack Obama, um ihre Anhänger auf ihn einzuschwören. Obama wiederum bat auch darum, Clinton Geld zu spenden, nachdem deren Wahlkampf gegen Ende in eine finanzielle Schieflage geraten war. Obama überreichte Clinton einen Scheck über 2300 Dollar, was die Maximalsumme ist, die eine Einzelperson einem Kandidaten spenden darf.
Im Sommer machte Barack Obama ebenso eine Auslandsreise, um dem Vorwurf entgegenzutreten, er habe keine außenpolitische Erfahrung. Dabei besuchte er unter anderem Afghanistan, Irak, Israel und Deutschland. Seine Rede vor der Berliner Siegessäule zog rund 200.000 Menschen an. Diese Auftritte wurden in Europa viel beachtet, aber spielten in der US-Öffentlichkeit nur eine untergeordnete Rolle, da sich wegen der schwelenden Finanzkrise abzeichnete, dass der Innenpolitik im weiteren Wahlkampf eine zentrale Bedeutung zukommen würde. In den Umfragen behielt Obama einen stetigen, aber knappen Vorsprung vor McCain.
Am 13. August wurde Bill Gwatney, demokratischer Superdelegierter aus Arkansas und Freund der Familie Clinton, erschossen. Am 16. August fand der erste gemeinsame Wahlkampfauftritt von Obama und McCain statt.
Die heiße Phase des Wahlkampfs begann erst mit den Parteitagen der beiden großen Parteien. Schon in den Wochen davor war heftig spekuliert worden, wen Obama als seinen Vizepräsidentschaftskandidaten ernennen werde. Die Wahl fiel letztlich auf Joe Biden, einen auf dem Feld der Außenpolitik sehr erfahrenen Senator. Dies wurde so gewertet, dass Biden die Unerfahrenheit Obamas etwas kompensieren und außerdem als weißer Katholik gerade die weiße Mittelschicht und katholische Wähler ansprechen sollte.
Der Parteitag der Demokraten wurde mit Spannung erwartet, da die Frage offen war, ob enttäuschte Clinton-Anhänger Obama das Vertrauen aussprechen würden. Hillary Clinton selbst warb für Obama, und auch ihr Mann Bill hielt eine Rede, in der er sich deutlich für Obama aussprach. Obama wurde auf Vorschlag Hillary Clintons per Akklamation zum Kandidaten der Demokraten gewählt. In einer Rede vor 75.000 Menschen nahm er die Kandidatur an.
John McCain stellte in einer Wahlkampfveranstaltung in Dayton (Ohio) die Gouverneurin von Alaska, Sarah Palin, als Kandidatin für das Amt der Vizepräsidentin auf. Sein von ihm bevorzugter Kandidat Joe Lieberman, unabhängiger Senator aus Connecticut, war zuvor vom konservativeren Flügel der Republikaner verhindert worden.
Der Parteitag der Republikaner vom 1. bis 4. September in Saint Paul, Minnesota wurde zudem vom Hurrikan Gustav überschattet. Aus Pietät gegenüber den Opfern und der laufenden Evakuierung wurde am ersten Tag nur die Konstituierung der Versammlung durchgeführt. Der Auftritt vor allem von Sarah Palin auf dem Nominierungsparteitag am 4. September führte dazu, dass McCain erstmals mit 48 Prozent zu 45 Prozent besser in den landesweiten Umfragen bewertet wurde.

## Umfrageergebnisse

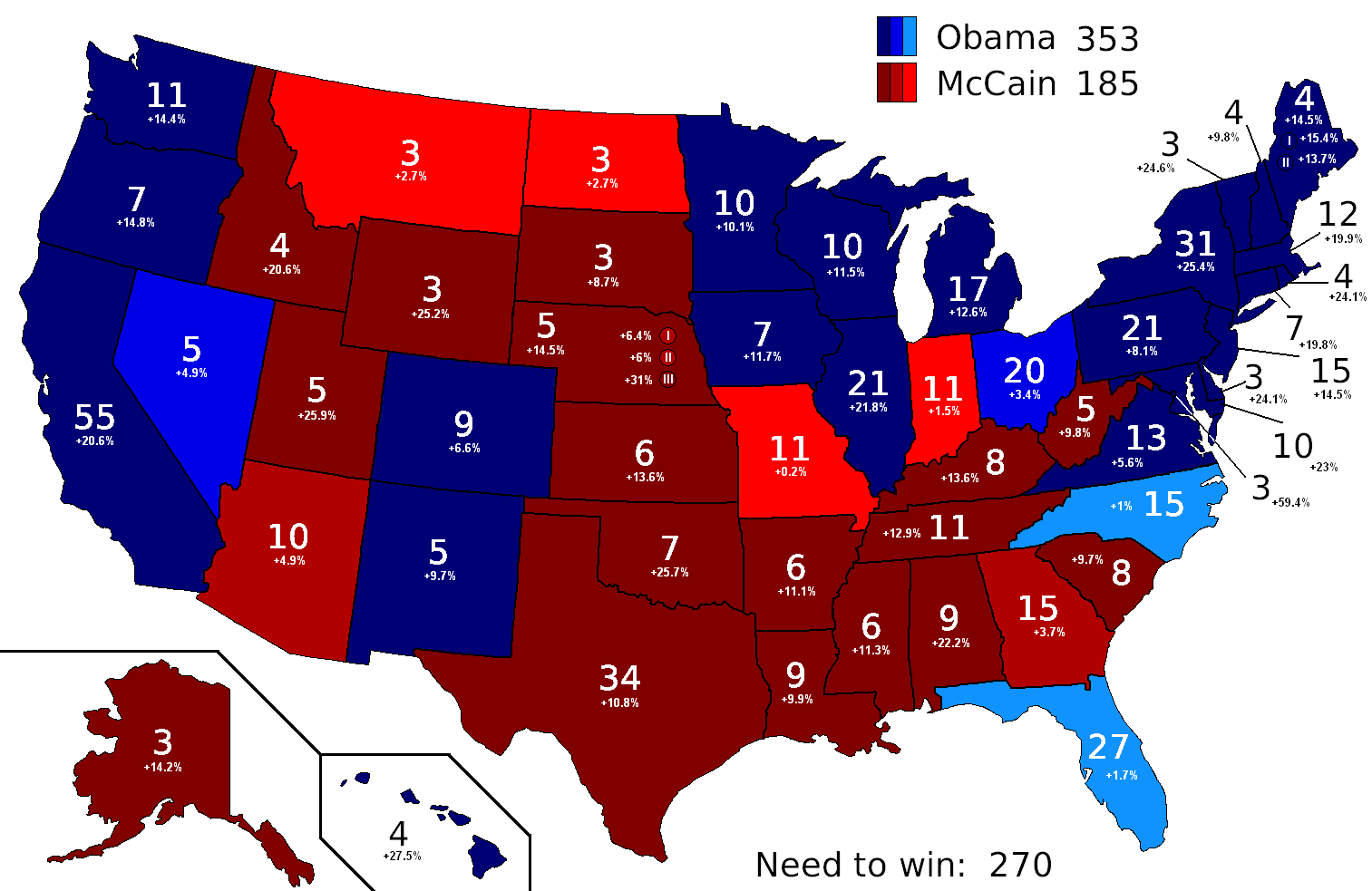
Landesweite Umfrage in den US-amerikanischen Präsidentenwahlen, Stand am 2. November 2008.
> 10 % Obama-Führung
4–10 % Obama-Führung
1–4 % Obama-Führung
1–4 % McCain-Führung
4–10 % McCain-Führung
> 10 % McCain-Führung

Im Wahljahr fanden teilweise in täglichen Intervallen Umfragen zahlreicher Meinungsforschungsinstitute statt. Diese gaben den aktuellen Wahlkampfverlauf in Form eines nationalen Meinungsbildes wieder. Die Tabelle enthält einen Durchschnittswert der zum jeweiligen Zeitpunkt aktuellen Umfragen verschiedener Institute.
Bei den Präsidentschaftswahlen handelt es sich um 51 Einzelwahlen, bei denen mit wenigen Ausnahmen grundsätzlich alle Wahlmänner an den Kandidaten mit den meisten Stimmen gehen. Daher ist eine Verschiebung des nationalen Mittels nur dann von Bedeutung, wenn sie die Mehrheitsverhältnisse in einem oder mehreren Staaten beeinflusst.
Daher ist in der folgenden Tabelle ab Beginn des Hauptwahlkampfes auch der Wahlausgang nach Wahlmännern angegeben, wenn alle Staaten sich gemäß den Umfragen verhalten. Allerdings fanden Staatsumfragen nicht so häufig statt wie nationale Umfragen, insbesondere in Staaten, die als sicher für einen der beiden Kandidaten gelten. Außerdem befanden sich die Resultate in zahlreiche Staaten noch innerhalb der statistischen Unsicherheit, so dass eine Umfrage nicht notwendigerweise eine realistische Einschätzung des Abstimmverhaltens des Staates ist. Daher ist die Datengrundlage bei der Wahlmännerberechnung deutlich schwächer.
| Stand              | nationales Umfragenmittel | nationales Umfragenmittel | nationales Umfragenmittel | Wahlmännerdifferenz laut Umfragen |
| ------------------ | ------------------------- | ------------------------- | ------------------------- | --------------------------------- |
| Stand              | Barack Obama              | John McCain               | Differenz                 | Wahlmännerdifferenz laut Umfragen |
| 1. Januar 2008     | 45 %                      | 45 %                      | 0 %                       | keine Umfragen                    |
| 1. Februar 2008    | 43,3 %                    | 44,4 %                    | McCain +1,1 %             | keine Umfragen                    |
| 1. März 2008       | 47,5 %                    | 43,4 %                    | Obama +4,1 %              | keine Umfragen                    |
| 1. April 2008      | 44,2 %                    | 44,4 %                    | McCain +0,2 %             | keine Umfragen                    |
| 1. Mai 2008        | 45,8 %                    | 44,9 %                    | Obama +0,9 %              | keine Umfragen                    |
| 1. Juni 2008       | 46,0 %                    | 45,3 %                    | Obama +0,7 %              | keine Umfragen                    |
| 11. Juni 2008      | 47,2 %                    | 42,6 %                    | Obama +4,6 %              | Obama +6                          |
| 1. Juli 2008       | 47,6 %                    | 41,7 %                    | Obama +5,9 %              | Obama +70                         |
| 15. Juli 2008      | 47,0 %                    | 42,5 %                    | Obama +4,5 %              | Obama +70                         |
| 1. August 2008     | 46,5 %                    | 43,9 %                    | Obama +2,6 %              | Obama +106                        |
| 15. August 2008    | 45,2 %                    | 41,7 %                    | Obama +3,5 %              | Obama +70                         |
| 20. August 2008    | 45,1 %                    | 43,9 %                    | Obama +1,2 %              | McCain +10                        |
| 1. September 2008  | 48,8 %                    | 44,3 %                    | Obama +4,5 %              | Obama +8                          |
| 8. September 2008  | 45,4 %                    | 48,3 %                    | McCain +2,9 %             | Obama +8                          |
| 15. September 2008 | 46,3 %                    | 44,7 %                    | Obama +1,6 %              | Obama +8                          |
| 1. Oktober 2008    | 48,9 %                    | 43,6 %                    | Obama +5,3 %              | Obama +168                        |
| 4. Oktober 2008    | 49,3 %                    | 43,4 %                    | Obama +5,9 %              | Obama +168                        |
| 11. Oktober 2008   | 49,9 %                    | 42,3 %                    | Obama +7,6 %              | Obama +168                        |
| 15. Oktober 2008   | 50,1 %                    | 42,1 %                    | Obama +8 %                | Obama +190                        |
| 18. Oktober 2008   | 49,6 %                    | 43,1 %                    | Obama +6,5 %              | Obama +190                        |
| 25. Oktober 2008   | 50,4 %                    | 42,4 %                    | Obama +8 %                | Obama +212                        |
| 28. Oktober 2008   | 50,5 %                    | 43,8 %                    | Obama +6,7 %              | Obama +212                        |
| 29. Oktober 2008   | 49,9 %                    | 43,9 %                    | Obama +6 %                | Obama +212                        |
| 30. Oktober 2008   | 49,7 %                    | 43,8 %                    | Obama +5,9 %              | Obama +190                        |
| 31. Oktober 2008   | 50,0 %                    | 43,5 %                    | Obama +6,5 %              | Obama +168                        |
| 1. November 2008   | 50,4 %                    | 43,6 %                    | Obama +6,8 %              | Obama +168                        |
| 2. November 2008   | 50,7 %                    | 44,3 %                    | Obama +6,4 %              | Obama +168                        |
| 3. November 2008   | 51,6 %                    | 44,3 %                    | Obama +7,3 %              | Obama +138                        |
| 4. November 2008   | 52,1 %                    | 44,5 %                    | Obama +7,6 %              | Obama +138                        |
| Wahlergebnis       | 52,92 %                   | 45,67 %                   | Obama +7,3 %              | Obama +192                        |

## Ergebnisse

### Landesweites Wahlergebnis
| Kandidat         | Partei   | Partei       | Stimmen     | Stimmen | Wahlmänner |
| Kandidat         | Partei   | Partei       | Anzahl      | Prozent | Wahlmänner |
| ---------------- | -------- | ------------ | ----------- | ------- | ---------- |
| Barack Obama     |          | Demokrat     | 69.456.897  | 52,9 %  | 365        |
| John McCain      |          | Republikaner | 59.934.814  | 45,7 %  | 173        |
| Ralph Nader      |          | Unabhängig   | 738.475     | 0,6 %   | —          |
| Bob Barr         |          | Libertarian  | 523.686     | 0,4 %   | —          |
| Chuck Baldwin    |          | Reformpartei | 199.750     | 0,2 %   | —          |
| Cynthia McKinney |          | Grüne        | 161.797     | 0,1 %   | —          |
| Sonstige         | Sonstige | Sonstige     | 290.626     | 0,2 %   | —          |
| Gesamt           | Gesamt   | Gesamt       | 131.313.820 | 100 %   | 538        |
| Quelle: FEC      |          |              |             |         |            |

Mit über 131 Millionen abgegebenen Stimmen beteiligten sich so viele Menschen wie noch nie zuvor an einer amerikanischen Präsidentschaftswahl.

### Wahlergebnisse nach Bundesstaat
| Bundesstaat           | Bundesstaat             | Barack Obama Demokraten | Barack Obama Demokraten | Barack Obama Demokraten | John McCain Republikaner | John McCain Republikaner | John McCain Republikaner | Andere Kandidaten | Andere Kandidaten | Stimmen gesamt | Vorsprung | Vorsprung |
| Bundesstaat           | Bundesstaat             | Stimmen                 | %                       | Wahlleute               | Stimmen                  | %                        | Wahlleute                | Stimmen           | %                 | Stimmen gesamt | Stimmen   | %         |
| --------------------- | ----------------------- | ----------------------- | ----------------------- | ----------------------- | ------------------------ | ------------------------ | ------------------------ | ----------------- | ----------------- | -------------- | --------- | --------- |
|                       | Alabama                 | 813.479                 | 38,7                    | –                       | 1.266.546                | 60,3                     | 9                        | 19.794            | 0,9               | 2.099.819      | 453.067   | 21,6      |
|                       | Alaska                  | 123.594                 | 37,9                    | –                       | 193.841                  | 59,4                     | 3                        | 8.762             | 2,7               | 326.197        | 70.247    | 21,5      |
|                       | Arizona                 | 1.034.707               | 45,1                    | –                       | 1.230.111                | 53,6                     | 10                       | 28.657            | 1,2               | 2.293.475      | 195.404   | 8,5       |
|                       | Arkansas                | 422.310                 | 38,9                    | –                       | 638.017                  | 58,7                     | 6                        | 26.290            | 2,4               | 1.086.617      | 215.707   | 19,9      |
|                       | Colorado                | 1.288.633               | 53,7                    | 9                       | 1.073.629                | 44,7                     | –                        | 39.200            | 1,6               | 2.401.462      | 215.004   | 9,0       |
|                       | Connecticut             | 997.772                 | 60,6                    | 7                       | 629.428                  | 38,2                     | –                        | 19.597            | 1,2               | 1.646.797      | 368.344   | 22,4      |
|                       | Delaware                | 255.459                 | 61,9                    | 3                       | 152.374                  | 36,9                     | –                        | 4.579             | 1,1               | 412.412        | 103.085   | 25,0      |
|                       | District of Columbia    | 245.800                 | 92,5                    | 3                       | 17.367                   | 6,5                      | –                        | 2.686             | 1,0               | 265.853        | 228.433   | 85,9      |
|                       | Florida                 | 4.282.074               | 51,0                    | 27                      | 4.045.624                | 48,2                     | –                        | 63.046            | 0,8               | 8.390.744      | 236.450   | 2,8       |
|                       | Georgia                 | 1.844.123               | 47,0                    | –                       | 2.048.759                | 52,2                     | 15                       | 31.604            | 0,8               | 3.924.486      | 204.636   | 5,2       |
|                       | Hawaii                  | 325.871                 | 71,8                    | 4                       | 120.566                  | 26,6                     | –                        | 7.131             | 1,6               | 453.568        | 205.305   | 45,3      |
|                       | Idaho                   | 236.440                 | 36,1                    | –                       | 403.012                  | 61,5                     | 4                        | 15.670            | 2,4               | 655.122        | 166.572   | 25,4      |
|                       | Illinois                | 3.419.348               | 61,9                    | 21                      | 2.031.179                | 36,8                     | –                        | 71.844            | 1,3               | 5.522.371      | 1.388.169 | 25,1      |
|                       | Indiana                 | 1.374.039               | 49,9                    | 11                      | 1.345.648                | 48,9                     | –                        | 31.367            | 1,1               | 2.751.054      | 28.391    | 1,0       |
|                       | Iowa                    | 828.940                 | 53,9                    | 7                       | 682.379                  | 44,4                     | –                        | 25.804            | 1,7               | 1.537.123      | 146.561   | 9,5       |
|                       | Kalifornien             | 8.274.473               | 61,0                    | 55                      | 5.011.781                | 37,0                     | –                        | 275.646           | 2,0               | 13.561.900     | 3.262.692 | 24,1      |
|                       | Kansas                  | 514.765                 | 41,7                    | –                       | 699.655                  | 56,6                     | 6                        | 21.452            | 1,7               | 1.235.872      | 184.890   | 15,0      |
|                       | Kentucky                | 751.985                 | 41,2                    | –                       | 1.048.462                | 57,4                     | 8                        | 26.173            | 1,4               | 1.826.620      | 296.477   | 16,2      |
|                       | Louisiana               | 782.989                 | 39,9                    | –                       | 1.148.275                | 58,6                     | 8                        | 29.497            | 1,5               | 1.960.761      | 365.286   | 18,6      |
|                       | Maine                   | 421.923                 | 57,7                    | 2                       | 295.273                  | 40,4                     | –                        | 13.967            | 1,9               | 731.163        | 126.650   | 17,3      |
|                       | Maine (1st District)    | 232.145                 | 60,5                    | 1                       | 144.604                  | 37,7                     | –                        | 6.877             | 1,8               | 383.626        | 87.541    | 22,8      |
|                       | Maine (2nd District)    | 189.778                 | 54,6                    | 1                       | 150.669                  | 43,4                     | –                        | 7.090             | 2,0               | 347.537        | 39.109    | 11,3      |
|                       | Maryland                | 1.629.467               | 61,9                    | 10                      | 959.862                  | 36,5                     | –                        | 42.267            | 1,6               | 2.631.596      | 669.605   | 25,4      |
|                       | Massachusetts           | 1.904.097               | 61,8                    | 12                      | 1.108.854                | 36,0                     | –                        | 68.034            | 2,2               | 3.080.985      | 795.243   | 25,8      |
|                       | Michigan                | 2.872.579               | 57,4                    | 16                      | 2.048.639                | 41,0                     | –                        | 80.548            | 1,6               | 5.001.766      | 823.940   | 16,5      |
|                       | Minnesota               | 1.573.354               | 54,1                    | 10                      | 1.275.409                | 43,8                     | –                        | 61.606            | 2,1               | 2.910.369      | 297.945   | 10,2      |
|                       | Mississippi             | 554.662                 | 43,0                    | –                       | 724.597                  | 56,2                     | 6                        | 10.606            | 0,8               | 1.289.865      | 169.935   | 13,2      |
|                       | Missouri                | 1.441.911               | 49,3                    | –                       | 1.445.814                | 49,4                     | 10                       | 37.480            | 1,3               | 2.925.205      | 3.903     | 0,1       |
|                       | Montana                 | 231.667                 | 47,2                    | –                       | 242.763                  | 49,5                     | 3                        | 15.872            | 3,2               | 490.302        | 11.096    | 2,3       |
|                       | Nebraska                | 333.319                 | 41,6                    | –                       | 452.979                  | 56,5                     | 2                        | 14.983            | 1,9               | 801.281        | 119.660   | 14,9      |
|                       | Nebraska (1st District) | 121.411                 | 44,3                    | –                       | 148.179                  | 54,1                     | 1                        | 4.303             | 1,6               | 273.893        | 26.768    | 9,8       |
|                       | Nebraska (2nd District) | 138.809                 | 50,0                    | 1                       | 135.439                  | 48,8                     | –                        | 3.561             | 1,3               | 277.809        | 3.370     | 1,2       |
|                       | Nebraska (3rd District) | 73.099                  | 29,6                    | –                       | 169.361                  | 68,6                     | 1                        | 4.282             | 1,7               | 246.742        | 96.262    | 39,0      |
|                       | Nevada                  | 533.736                 | 55,1                    | 5                       | 412.827                  | 42,7                     | –                        | 21.285            | 2,2               | 967.848        | 120.909   | 12,5      |
|                       | New Hampshire           | 384.826                 | 54,1                    | 4                       | 316.534                  | 44,5                     | –                        | 9.610             | 1,4               | 710.970        | 68.292    | 9,6       |
|                       | New Jersey              | 2.215.422               | 57,3                    | 15                      | 1.613.207                | 41,7                     | –                        | 39.608            | 1,0               | 3.868.237      | 602.215   | 15,6      |
|                       | New Mexico              | 472.422                 | 56,9                    | 5                       | 346.832                  | 41,8                     | –                        | 10.904            | 1,3               | 830.158        | 125.590   | 15,1      |
|                       | New York                | 4.804.945               | 62,9                    | 31                      | 2.752.771                | 36,0                     | –                        | 83.215            | 1,1               | 7.640.931      | 2.052.174 | 26,9      |
|                       | North Carolina          | 2.142.651               | 49,7                    | 15                      | 2.128.474                | 49,4                     | –                        | 39.664            | 0,9               | 4.310.789      | 14.177    | 0,3       |
|                       | North Dakota            | 141.278                 | 44,6                    | –                       | 168.601                  | 53,3                     | 3                        | 6.742             | 2,1               | 316.621        | 27.323    | 8,6       |
|                       | Ohio                    | 2.940.044               | 51,5                    | 18                      | 2.677.820                | 46,9                     | –                        | 90.486            | 1,6               | 5.708.350      | 262.224   | 4,6       |
|                       | Oklahoma                | 502.496                 | 34,4                    | –                       | 960.165                  | 65,6                     | 7                        | –                 | –                 | 1.462.661      | 457.669   | 31,3      |
|                       | Oregon                  | 1.037.291               | 56,7                    | 7                       | 738.475                  | 40,4                     | –                        | 52.098            | 2,9               | 1.827.864      | 298.816   | 16,3      |
|                       | Pennsylvania            | 3.276.363               | 54,5                    | 21                      | 2.655.885                | 44,2                     | –                        | 81.024            | 1,3               | 6.013.272      | 620.478   | 10,3      |
|                       | Rhode Island            | 296.571                 | 62,9                    | 4                       | 165.391                  | 35,1                     | –                        | 9.804             | 2,1               | 471.766        | 131.180   | 27,8      |
|                       | South Carolina          | 862.449                 | 44,9                    | –                       | 1.034.896                | 53,9                     | 8                        | 23.624            | 1,2               | 1.920.969      | 172.447   | 9,0       |
|                       | South Dakota            | 170.924                 | 44,7                    | –                       | 203.054                  | 53,2                     | 3                        | 7.997             | 2,1               | 381.975        | 32.130    | 8,4       |
|                       | Tennessee               | 1.087.437               | 41,8                    | –                       | 1.479.178                | 56,9                     | 11                       | 33.134            | 1,3               | 2.599.749      | 391.741   | 15,1      |
|                       | Texas                   | 3.528.633               | 43,7                    | –                       | 4.479.328                | 55,5                     | 34                       | 69.834            | 0,9               | 8.077.795      | 950.695   | 11,8      |
|                       | Utah                    | 327.670                 | 34,4                    | –                       | 596.030                  | 62,6                     | 5                        | 28.670            | 3,0               | 952.370        | 268.360   | 28,2      |
|                       | Vermont                 | 219.262                 | 67,5                    | 3                       | 98.974                   | 30,4                     | –                        | 6.810             | 2,1               | 325.046        | 120.288   | 37,0      |
|                       | Virginia                | 1.959.532               | 52,6                    | 13                      | 1.725.005                | 46,3                     | –                        | 38.723            | 1,0               | 3.723.260      | 234.527   | 6,3       |
|                       | Washington              | 1.750.848               | 57,7                    | 11                      | 1.229.216                | 40,5                     | –                        | 56.814            | 1,9               | 3.036.878      | 521.632   | 17,2      |
|                       | West Virginia           | 303.857                 | 42,6                    | –                       | 397.466                  | 55,7                     | 5                        | 12.128            | 1,7               | 713.451        | 93.609    | 13,1      |
|                       | Wisconsin               | 1.677.211               | 56,2                    | 10                      | 1.262.393                | 42,3                     | –                        | 43.813            | 1,5               | 2.983.417      | 414.818   | 13,9      |
|                       | Wyoming                 | 82.868                  | 32,5                    | –                       | 164.958                  | 64,8                     | 3                        | 6.832             | 2,7               | 254.658        | 82.090    | 32,2      |
| Quelle: fec.gov (PDF) |                         |                         |                         |                         |                          |                          |                          |                   |                   |                |           |           |

## Wahlkampffinanzierung
Der Leiter der US-amerikanischen Bundeswahlbehörde FEC, Michael E. Toner, ging davon aus, dass die Präsidentschaftswahl 2008 die teuerste in der Geschichte der USA sein werde. Toner gab an, dass sich die gesamten Ausgaben auf mehr als eine Milliarde US-Dollar belaufen werden. Zudem vertrat er die Ansicht, dass ein Kandidat bis Ende 2007 mindestens 100 Millionen Dollar an Wahlkampfmitteln zur Verfügung haben sollte, um ernst genommen zu werden und bundesweite Chancen zu haben.

### Wahlkampfspenden von Januar 2007 bis November 2008
Jeder amerikanische Bürger darf jedem Kandidaten maximal 4.600 Dollar während eines Präsidentschaftswahlkampfes spenden, jeweils 2.300 Dollar im Vorwahlkampf und im Hauptwahlkampf.
Lobbygruppen, sogenannte Political Action Committees, dürfen ebenfalls Beträge bis zu einer festgelegten Obergrenze spenden. Einige Kandidaten setzen auch einen Teil ihres eigenen Vermögens ein.
Bei allen Kandidaten stellen die Einzelspenden von Bürgern die größte Einnahmequelle dar. Barack Obama ist der einzige Kandidat, der ausdrücklich auf andere Einnahmequellen verzichtet hat.
| Kandidat         | Quelle | Spendeneinnahmen in US-Dollar | Wahlkampf-Ausgaben in US-Dollar | Barbestand („Cash-On-Hand“) in US-Dollar | Schulden in US-Dollar |
| ---------------- | ------ | ----------------------------- | ------------------------------- | ---------------------------------------- | --------------------- |
| Barack Obama – D | Q      | 770.469.843                   | 740.557.859                     | 29.911.984                               | 594.765               |
| John McCain – R  | Q      | 239.614.935                   | 231.609.656                     | 8.005.279                                | 155.692               |

| Kandidat            | Quelle | Spendeneinnahmen in US-Dollar | Wahlkampf-Ausgaben in US-Dollar | Barbestand („Cash-On-Hand“) in US-Dollar | Schulden in US-Dollar |
| ------------------- | ------ | ----------------------------- | ------------------------------- | ---------------------------------------- | --------------------- |
| Hillary Clinton – D | Q      | 221.704.583                   | 192.038.129                     | 29.666.454                               | 19.480.893            |
| Mitt Romney – R     | Q      | 111.115.777                   | 111.069.181                     | 60.421                                   | 44.300.000            |
| Rudy Giuliani – R   | Q      | 65.531.287                    | 65.336.729                      | 194.558                                  | 3.628.117             |
| John Edwards – D    | Q      | 56.627.724                    | 55.821.961                      | 805.763                                  | 14.923                |
| Ron Paul – R        | Q      | 34.920.537                    | 30.207.868                      | 4.715.092                                | 0                     |
| Bill Richardson – D | Q      | 24.319.862                    | 24.319.203                      | 659                                      | 317.494               |
| Fred Thompson – R   | Q      | 24.102.904                    | 23.723.349                      | 379.555                                  | 107.905               |
| Mike Huckabee – R   | Q      | 16.365.788                    | 16.331.311                      | 34.477                                   | 74.449                |

## Weiteres
Das Buch Game Change und der darauf basierende Film Game Change – Der Sarah-Palin-Effekt behandeln den Wahlkampf zu dieser Wahl, wobei der Film sich nur mit der Kandidatur Sarah Palins beschäftigt.